# Palazzo Visconti (Brignano Gera d'Adda)
Palazzo Visconti, a volte erroneamente chiamato Castello di Brignano, è un edificio di origine medievale situato nel paese di Brignano Gera d'Adda, in provincia di Bergamo.

## Storia

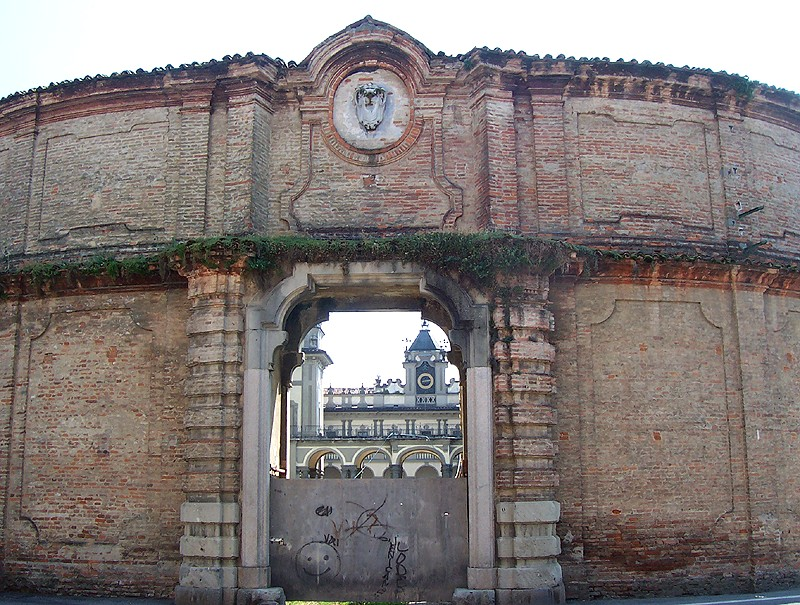
Antiche mura del Castrum riadattate a recinzione per Palazzo Nuovo nel Settecento

La prima conferma storica della presenza del Castrum de Briniano risale al 1019 quando Brignano e i territori limitrofi vengono ceduti dal re d'Italia Arduino d'Ivrea alla giurisdizione del vescovo di Cremona. La necessità di un castello difensivo era dovuta alla forte instabilità politica dell'età medievale nel borgo di Brignano e in tutta la bergamasca. Nel 1186 dopo la pace di Costanza L'imperatore Federico I di Svevia cede il feudo di Brignano ai Visconti di Milano, unitamente agli altri manieri della Gera d'Adda.
Il dominio nella città milanese venne esercitato per breve tempo dai Torriani quando durante la guerra per il predominio sulla Gera d'Adda Ottone Visconti ne uscì vincitore. Dopo la pace tra i Visconti e i Torriani del 1310 iniziò un periodo di fortissima instabilità, con la zona contesa da Milano e la Repubblica di Venezia. Nel 1380 la rocca venne infeudata quale Signoria di Brignano Gera d'Adda a Sagramoro I, da Bernabò Visconti, Signore di Milano, ecc; egli era figlio naturale nato dall'unione di Bernabò con Montanina de Lazzari. Sagramoro Visconti fu capostipite del ramo di Brignano dei Visconti, e di altri quattro rami viscontei. Questa famiglia ne mantenne il possesso anche quando, nel 1447 con l'instaurazione a Milano della Repubblica Ambrosiana, la Gera d'Adda passò nuovamente alla Serenissima. Il controllo della struttura venne ribadita anche quando, con la costruzione del fosso bergamasco e la definitiva stabilizzazione dei confini, Brignano ritornò sotto l'influenza di Milano. La stabilità venne sancita da un atto notarile, datato 1465, che confermava il pieno possesso dello stabile a Sagramoro II Visconti, Signore di Brignano, Podestà di Crema (1447), feudatario del Castello di Pagazzano (restituito dal doge Loredan nel 1449), fu investito da Francesco Sforza, nel 1450, del "Cingolo Militare" (Cavaliere Aurato), nel 1454 gli furono confermate le sue Signorie, nel 1468 fu nominato Consigliere Ducale († nel 1472 e fú sepolto nella cappella Visconti di Brignano nella chiesa del Carmine in Milano). Dalla moglie Clementina Secco, figlia di Giacomo Secco, Conte di Calcio e della Calciana ebbe Francesco Bernardino I (n. nel 1458 e + a Milano il 19 Novembre 1504), sposó Maddalena, figlia di Giovanni Genesio detto Pallavicino Pallavicino, co-Marchese dello Stato Pallavicino, Marchese di Busseto, ecc.
Francesco Bernardino I Visconti fú un grande feudatario, oltre alla signoria di Brignano, fú signore di Gamalero (Alessandria), di San Giorgio Lomellina (Alessandria), di Sezzadio o Sezze (Alessandria), della Sforzesca di Vigevano (Pavia), della "Valle di Lugano", di Gallarate (Varese), di Castellazzo (Bormida - Alessandria), di Bosco (Marengo - Alessandria), di Castano Primo (Milano), oltre ad essere un condottiero, un ambasciatore, con molti incarichi alla corte ducale, iniziando , nel 1486,  come vice duca a Pavia, e poi come commissario, ed in seguito, molti altri.
Nel 1716 Annibale Visconti e il fratello Pirro detengono la proprietà del complesso che però gli verrà confiscato nel 1734 per riottenerne il possesso due anni dopo; la linea dinastica della famiglia Visconti di Brignano durò fino al 1764, anno dell'estinzione, un'altra famiglia, proprietaria dell'immobile, nel 1892, si estinse con Antonietta Visconti Sauli, che morì senza eredi. Nel 1859 durante la seconda guerra d'indipendenza Napoleone III è ospite al castello. Nel 1899 don Pietro Aresi acquista Palazzo Vecchio e l'anno successivo lo adibisce ad asilo infantile e in seguito a un ricovero che rimarranno nell'edificio fino al 1971. Nel 1918 sul finire della prima guerra mondiale un gruppo di soldati reduci dalla battaglia di Caporetto occupa il palazzo. I primi restauri a Palazzo Nuovo iniziarono nel 1954 (quando quest'ultimo era proprietà dei Conti Citterio che lo abitarono mantenendolo in ottime condizioni), vennero poi restaurati gli affreschi di Palazzo Vecchio nel 1981. Nel 2003 viene organizzata un'importante campagna di restauro e viene trasferito il municipio cittadino a Palazzo Vecchio.

## Architettura
L'intera struttura è posta a sud-ovest del paese di Brignano Gera d'Adda ed è costituita da tre principali elementi distinti ma collegati tra loro con continuità. Il primo è dato dalla parte più antica che, costituita dal nucleo difensivo originale e risalente al XIII-XIV secolo, ne evidenzia l'iniziale carattere difensivo. Il secondo, denominato Palazzo Vecchio e costruito nel XVI secolo, ne mette in mostra la progressiva trasformazione a dimora signorile; mentre il terzo, conosciuto come Palazzo Nuovo di costruzione settecentesca, sancisce la completa trasformazione del castello in palazzo. Originariamente la fortificazione cingeva l'intero centro abitato di Brignano, mentre il castello vero e proprio venne edificato nel corso del XIV secolo, dopo l'arrivo dei Visconti a Brignano. La famiglia milanese pose nel maniero la propria residenza, ampliando successivamente la propria dimora con l'inglobamento di strutture precedenti. Attualmente, di riferibile al nucleo originale vi è l'elemento di raccordo tra i due palazzi principali e tracce di ponte levatoio e camminamento riemerse dopo recenti restauri. Dal castello partivano le mura che, descritte in mappe catastali del XV secolo, hanno cinto il borgo di Brignano fino alla fine del Settecento: di esse una parte è stata usata come recinzione del Palazzo Nuovo, il resto è stato sfruttato per l'edificazione di abitazioni private. Oggi sono visibili alcuni resti delle mura lungo la circonvallazione stradale del paese, a ovest di esso e anche due torri circolari mozze, parte di fossato e torri angolari lungo il camminamento nella zona del giardino del Palazzo Nuovo. Stando però a quanto sostenuto dalla storica dell'arte nonché sindaca di Brignano Beatrice Bolandrini, il palazzo è erroneamente chiamato castello, in quanto il palazzo non ha alcuna attinenza con un castello e le uniche opere fortificate sono le mura che cingevano il castrum.

### Palazzo Vecchio

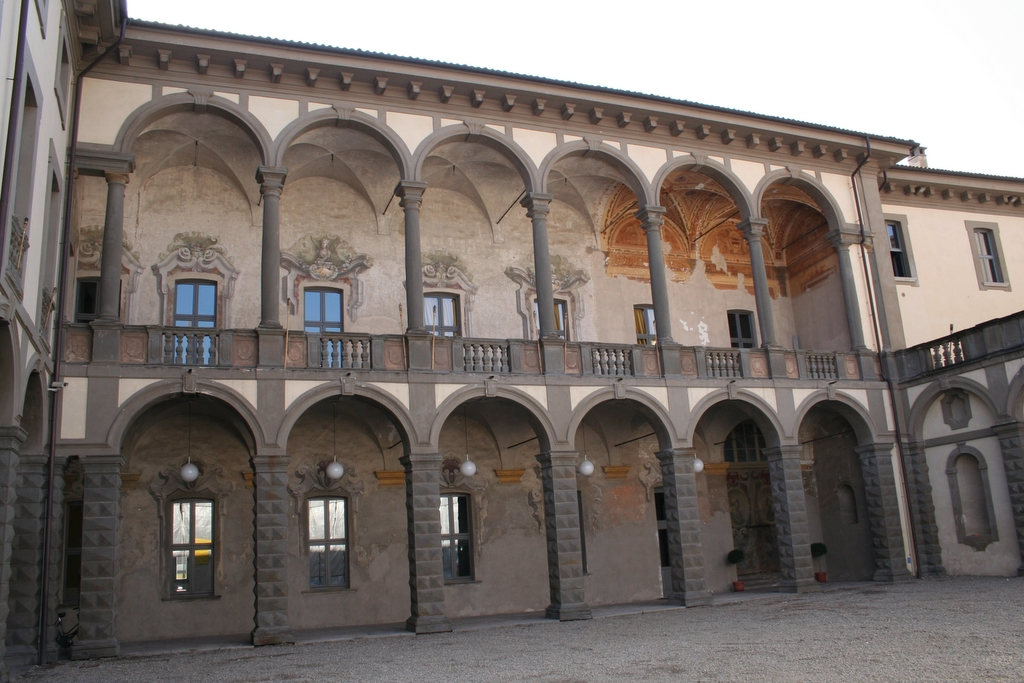
Cortile di Palazzo Vecchio

Il Palazzo Vecchio, oggi sede del municipio, è posto lungo il lato sud-est del complesso e si sviluppa dando continuità alla struttura fortificata preesistente. Il palazzo, esempio di architettura manierista risalente alla seconda metà del Cinquecento si presenta solido e impostato su due ali, con la tipica forma a L. L'ingresso, a cui si accede tramite la strada che funge da circonvallazione al paese, conduce a un grande cortile caratterizzato da un porticato con pilastri a pianta quadrata. Dopo questo cortile si trova una corte d'onore dotata di portico quadrangolare che, sul lato sud, è sovrastato da una loggia. All'interno delle sale situate al pian terreno che ora ospitano gli uffici comunali, si possono ammirare sui soffitti affreschi del 1675, opera del Meda. Uno scalone a tre rampe, dalle pareti interamente affrescate di gusto rococò, porta al piano nobile.
Le decorazioni murali che si trovano al suo interno vengono eseguite in momenti diversi, prevalentemente nel corso del diciassettesimo e del diciottesimo secolo, la parete adiacente al primo pianerottolo riporta la rappresentazione di un guerriero, che rimanda all'idea della stirpe vittoriosa dei Visconti; sulla parete sud è manifestata la lotta tra Ercole, riconoscibile dalla pelle del leone che lo ricopre parzialmente, e il gigante Anteo. A bilanciare le scene, stanno tre statue dipinte di soggetti femminili, che rappresentano la Nobiltà, l'Intelligenza e la Generosità. Lo scalone conduce all'ingresso della Sala del Trono ricca di statue affrescate datate 1675, probabilmente in origine destinata a ricevimenti o eventi ufficiali. Sulle pareti sono riconoscibili le rappresentazioni di otto dei dodici signori di Milano. Proseguendo la visita, si giunge nell'attigua Sala dell'Innominato, l'ambiente di maggiori dimensioni. Di notevole pregio sono i soffitti di legno, risalenti tra il XVI e il XVII secolo, quando la struttura mutò la propria destinazione da difensiva a residenziale. In quel periodo vi fu un ulteriore ampliamento che prevedeva pilastri in marmo e la presenza di maschere in legno, di cui ne sono state rinvenute ben 166. Queste, che raffigurano numerosi aspetti della vita di corte e le più diverse allegorie, sono state al centro di una mostra nel 1999 che ne evidenziava i vari temi nelle stanze del palazzo. Parte del patrimonio artistico del castello è tuttavia andato perso nel corso del XX secolo quando venne adibito a ospedale militare, asilo infantile e ricovero per anziani, situazioni che non tennero conto del giusto valore e tolsero la possibilità di un'adeguata conservazione delle opere.

### Palazzo Nuovo

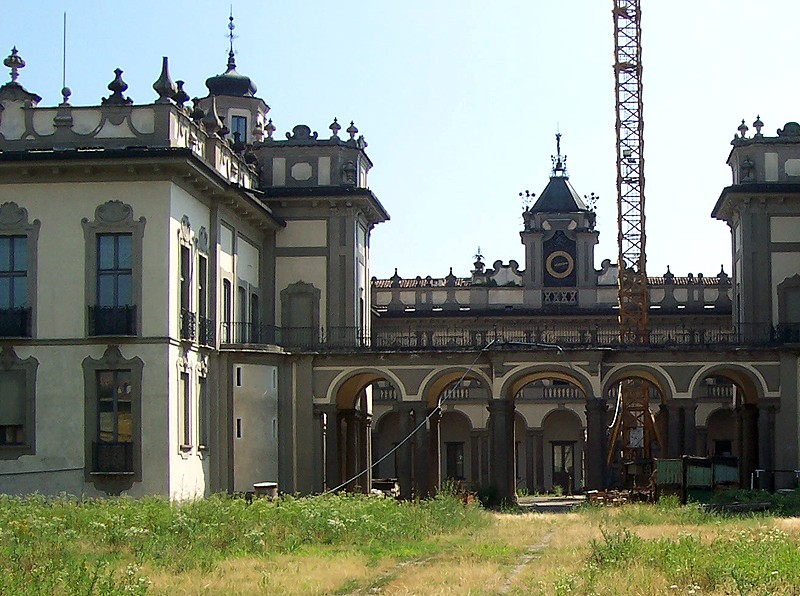
Palazzo Nuovo

Palazzo Nuovo venne completato nel XVIII secolo su progetto dell'architetto romano Giovanni Ruggeri e per iniziativa dei fratelli Annibale, Luigi e Pirro Visconti.  Ben presto divenne l'edificio più famoso dell'intero complesso per via delle sue forme e delle opere contenute: si discosta infatti dalla precedente struttura fortificata utilizzando forme all'avanguardia nell'architettura settecentesca, raccordando Palazzo Vecchio con la propria ala ovest, già esistente pochi anni prima dell'intervento definitivo del Ruggeri. Questi difatti edificò ex novo l'ala est e quella nord, unificandole con la suddetta zona sud-ovest mediante lo stesso stile architettonico e decorativo. Prima dell'intervento dell'architetto romano l'edificio si presentava simile a Palazzo Vecchio e con la presenza di un loggiato. La parte più antica dell'edificio, rivolta verso sud e con un muro spiovente sul fossato è stato costruito sfruttando i residui del forte precedente. L'elemento di raccordo con Palazzo Vecchio è un'esedra posta all'ingresso (mentre il progetto originale prevedeva invece che si collegasse alla chiesa parrocchiale), la quale immette nei cortili d'onore di entrambi i palazzi, mentre l'ingresso principale, diversamente da quello dell'altro palazzo, è diretto verso il centro del paese. Ognuna delle tre ali che costituiscono Palazzo Nuovo è dotata di una sorta di guglia dai caratteri orientali: nel lato centrale si trova la torre dell'orologio, a ovest s'innalza la suggestiva sommità di un minuscolo appartamento indipendente da dove si apre una spettacolare visione dell'intero centro abitato.
Sia gli interni sia gli esterni sono ricchi di motivi ornamentali tipici del Settecento: i quattro scaloni d'onore e le sale interne sono affrescati dai fratelli Galliari, da Alessandro Magnasco, da Giovanni Antonio Cucchi, dal Sassi e da Mattia Bortoloni. Sempre all'interno si possono trovare numerose maschere, al pari di Palazzo Vecchio. Di ottima fattura anche il giardino, dotato di statue allegoriche e di una fontana centrale: ricco di vegetazione, è circondato da un fossato con recinzione posta sulle antiche mura. Diverse sculture settecentesche, originariamente conservate nella proprietà del Palazzo Visconti, vennero alienate alla fine dell'Ottocento e si trovano oggi nel parco di Villa Sciarra a Roma. Nel Novecento il Palazzo Nuovo fu proprietà e residenza dei Conti Citterio che lo restaurarono.

## Letteratura
Il castello è divenuto famoso per essere stato considerato la dimora natale di Francesco Bernardino Visconti, il III del suo nome, il supposto Innominato de I promessi sposi. L'ipotesi è inizialmente avanzata da Cesare Cantù, e lo stesso Alessandro Manzoni la conferma in una lettera scrivendo «L'Innominato è certamente Bernardino Visconti. Per l'aequa potestas quidlibet audendi ho trasportato il suo Castello nella Valsassina. La Duchessa Visconti si lamenta che le ho messo in casa un gran birbone, ma poi un gran santo.» Il castello a cui si riferisce è con molta probabilità il castello dell'Innominato di Somasca, un paese vicino a Lecco.